# قطعنامه ۸۳۴ شورای امنیت
قطعنامه ۸۳۴ شورای امنیت سازمان ملل متحد که در تاریخ ۰۱ ژوئن ۱۹۹۳ تصویب شد، سندی بین‌المللی دربارهٔ آنگولا است. این قطعنامه طی نشست ۳۲۲۶ام با ۱۵ رای موافق، ۰ مخالف و ۰ ممتنع تصویب شد.